# Светлый проезд
Све́тлый прое́зд — улица в районе Сокол Северного административного округа Москвы.

## Положение улицы
Светлый проезд располагается в микрорайоне, ограниченном с трёх сторон Окружной железной дорогой, Рижским направлением железной дороги и улицей Константина Царёва, вдоль которой тоже проходит железнодорожная ветка — съезд для «Ласточек» с МЦК в ТЧ-96 Подмосковная. Фактически Светлый проезд представляет собой замкнутую дорогу в форме прямоугольника со сторонами 250 и 200 метров, которая соединяется с улицей Константина Царёва.

## История
Застройка нынешнего квартала домов на Светлом проезде была начата в 1956 году. Согласно первоначальному плану, квартал площадью около 5 га застраивался кирпичными 4-этажными домами на 18 тыс. м² жилой площади с размещением комплекса детских учреждений. Типовые проекты домов были разработаны Специальным архитектурно-конструкторским бюро Архитектурно-планировочного управления Мосгорисполкома. Дома были сданы в эксплуатацию к 1958 году. Изначально дома нумеровались по Новокоптевскому проезду (ныне Факультетский переулок). Своё название Светлый проезд получил в 1964 году по предложению жителей района.
Среди местных жителей микрорайон называют «Кукуевка». Как предполагается, такое название появилось из-за железных дорог, которые по периметру окружают квартал. Проходящие со всех сторон поезда нередко издавали гудок «ку-ку» — отсюда и название — «кукуевка».
В пяти минутах ходьбы от квартала находится природный комплекс Покровское-Стрешнево.
В конце 2000-х — начале 2010-х годов, в рамках программы «Новое кольцо Москвы» планировалась реконструкция территории, прилегающей к Светлому проезду. Программа предусматривала снос старых домов микрорайона и строительство на их месте нескольких небоскрёбов высотой от 24 до 50 этажей. Однако, в начале 2011 года было объявлено о свёртывании этой программы.
10 сентября 2016 года рядом с проездом была открыта платформа «Стрешнево» Московского центрального кольца. В конце 2016 года стало известно, что жилые дома в Светлом проезде капитально отремонтируют.
1 октября 2018 года к северной стороне проезда была перенесена платформа «Ленинградская» Рижского направления, в дальнейшем переименованная в «Стрешнево».

## Здания и сооружения
По нечётной стороне:
По чётной стороне:
- № 2а — Технический пожарно-спасательный колледж № 57[8]
- № 4а — Детский сад № 1386

## Транспорт

### Наземный транспорт
Общественный транспорт по улице не ходит. Ближайшая остановка «Станция Стрешнево» трамваев 23, 30, 31.

### Ближайшие станции метро, МЦК и МЦД.
- Стрешнево
- Стрешнево